# Receptor de tromboxano
O receptor de tromboxano é uma proteína da superfície das células do endotélio dos vasos sanguíneos e da placenta, que interage com o tromboxano.